# Киихтелюс

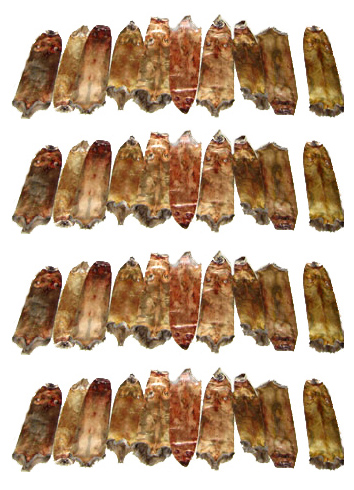
Киихтелюс из четырёх тиккури.

Кии́хтелюс (фин.  — kiihtelys) — старинная финская единица счёта шкурок белки. Равняется четырём тиккури, или 40 шкуркам.

## Дополнительные сведения
Финское слово деньги (фин. raha) первоначально означало — шкурка белки. Муниципалитет Киихтелюсваара (Киихтелюс-сопка), ныне — район города Йоэнсуу, в провинции Северная Карелия в Финляндии получил своё название благодаря этой меновой мере.

Добыча меха в старину была важной отраслью на территории нынешней Финляндии, и белка была самым важным из пушных зверей. Мехом платили иностранным торговцам за золото, соль и оружие; налог на право рыбалки местным населением также уплачивался беличьими шкурками.

## Аналоги
В качестве аналога можно указать сорок — старинную русскую меру, равную 40 шкуркам белки.
В древнескандинавской системе счёта имелся другой аналог киихтелюса — тимбр (timbr), состоявший из сорока шкур. В Германии 40 меховых шкур составляли циммер.